# Homo heidelbergensis

L'albero delle discendenze del genere Homo secondo l'antropologo Chris Stringer misurato in milioni di anni

Homo heidelbergensis è un ominide estinto vissuto fra 600 000 e 100 000 anni fa.
Il nome è stato attribuito a ritrovamenti fossili precedentemente definiti come Homo sapiens arcaico, con particolare riferimento a quelli trovati in Germania presso Heidelberg, nel Baden-Württemberg, sulle rive del fiume Neckar.
Resti di H. heidelbergensis sono stati trovati in Africa, Europa ed Asia occidentale. L'attribuzione alla stessa specie di reperti trovati in India e in Cina è controversa.

## Evoluzione e morfologia
Sia Homo antecessor che H. heidelbergensis discendono probabilmente da Homo ergaster, morfologicamente molto simile e proveniente dall'Africa. Tuttavia H. heidelbergensis aveva una calotta cranica più allargata, con una capacità cranica di circa 1100–1200 cm³, non lontana dal valore di circa 1350 cm³ tipico per l'uomo moderno; questa differenza, assieme al comportamento e all'utilizzo di strumenti più avanzati, lo ha fatto assegnare ad una specie diversa.

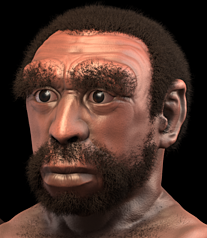
Riproduzione facciale forense di Homo heidelbergensis

Questa specie, rispetto alle altre più strettamente congeneri, era di dimensioni particolarmente sviluppate: dai reperti infatti si pensa a una altezza media di circa 170 cm e ad una corporatura più massiccia per la sua epoca, pari al 90% di quella dell'uomo moderno. Alcuni studiosi ritengono però che fosse solo di poco più alto dell'uomo di Neanderthal (in media 163–164 cm).

## Linguaggio
La morfologia dell'orecchio esterno depone per una sensibilità uditiva simile a quella degli esseri umani moderni e maggiormente complessa di quella dei suoi parenti più stretti: Homo heidelbergensis poteva infatti distinguere le frequenze associate alla parlata umana.
Le analisi delle striature dei denti suggeriscono che gli individui utilizzassero prevalentemente la mano destra. Questa selettività nell'uso della mano è correlata alla lateralizzazione delle funzioni cerebrali, tipicamente associata con lo sviluppo del linguaggio negli individui moderni. Da alcuni autori è stato ipotizzato che questi individui fossero in grado di esprimersi con una forma primitiva di linguaggio, o che fossero in grado di produrre suoni complessi, facilitando in questo modo la trasmissione di esperienze e la formazione di culture che, sebbene ancora primitive, erano molto più sofisticate di quelle incontrate fino a quel momento.
Altri studiosi ritengono che questi tratti non provino in modo indiscutibile l'esistenza di un linguaggio umano ben strutturato.

## Tassonomia
Il consolidamento di questa denominazione per indicare determinati ominidi è susseguente agli studi di Eudald Carbonell dell'Università di Tarragona che, insieme ad i suoi collaboratori, ha analizzato i reperti trovati nel 1992 nella grotta di Gran Dolina, situata nelle colline di Atapuerca (Spagna settentrionale). Infatti nel 1994 una sua spedizione ha portato alla luce un gran numero di utensili di pietra molto semplici, troppo primitivi per essere attribuiti a Homo sapiens. Diversi paleontologi peraltro attribuiscono i fossili di Atapuerca alla specie Homo antecessor, considerata diretta antenata di H. heidelbergensis, che è vissuta nelle stesse aree circa 200 000 anni dopo.
Una prima tesi è che i resti del sito archeologico di Atapuerca rappresentino il primo tentativo da parte di Homo heidelbergensis di uscire dall'Africa, dove si hanno prove della sua presenza già 600 000 anni fa, e che quindi colonizzando l'Europa avrebbe fatto da progenitore a Homo neanderthalensis, mentre in Africa si evolveva Homo sapiens e in Asia Homo ergaster, di cui potrebbe essere il discendente. Questa tesi farebbe sì che l'H. heidelbergensis sia l'ultimo antenato comune fra noi e Homo neanderthalensis.
Altri studi condotti nel 2001 sul cranio completo di Atapuerca, insieme ai resti di altri trenta individui, attestano la possibilità che questi ominidi potessero parlare, sebbene a livelli molto elementari. Infatti l'apparato vocale trovato nei resti fossili, per quanto risulti essere meno sviluppato rispetto a Homo sapiens, è sicuramente più complesso rispetto a quello degli scimpanzé.
Alcuni scienziati considerano appartenenti a Homo heidelbergensis anche i due crani ritrovati fra il 1989 ed il 1990 a Yunxian, nella provincia cinese di Hubei, sebbene molti altri, compresi gli scopritori, tendano a considerarli resti di Homo erectus.

## Diffusione geografica
I principali siti dove sono stati trovati resti di Homo heidelbergensis sono:
- Bodo e Kabwe in Africa[2]
- Mauer presso Heidelberg (Germania), dove fu trovato il primo reperto, la mandibola di Mauer.[10][11]
- Petralona (Grecia), Arago (Francia), Sima de los Huesos presso Atapuerca (Spagna), Boxgrove (Inghilterra), Schöningen (Germania)[2]
- Mugharet el-Zuttiyeh in Israele

Reperti controversi provengono dai siti:
- Gran Dolina in Spagna
- Dali e Jinnishuan in Cina
- Narmada in India

### Italia
In Italia il sito archeologico di Isernia La Pineta, oltre a resti faunistici e litici, ha restituito il fossile di un dente di un bambino vissuto 583 000 anni dal presente, che si pensa appartenesse alla specie Homo heidelbergensis. Nel sito di Ciampate del Diavolo, in provincia di Caserta sono state ritrovate impronte fossili di circa 350 000 anni dal presente
Il riparo sotto roccia di Visogliano in provincia di Trieste, oltre resti fanunistici e litici, ha dato alla luce sei resti fossili, cinque denti e un frammento di mandibola, attribuiti a individui della specie, vissuti tra 500 000 e 350 000 anni BP.